# Teresa di Oldenburg
Teresa d'Holstein-Oldenburg (Тереза Петровна Ольденбургская); San Pietroburgo, 30 marzo 1852 – San Pietroburgo, 19 aprile 1883) nata duchessa di Oldenburg, divenne duchessa consorte di Leuchtenberg per matrimonio.

## Famiglia d'origine
Teresa fu l'ultima degli otto figli del duca Pietro di Oldenburg (1812-1881) e della principessa Teresa di Nassau-Weilburg.
I suoi nonni paterni erano il duca Giorgio di Holstein-Oldenburg e la duchessa Ekaterina Pavlovna Romanova, nata granduchessa di Russia; quelli materni il duca Guglielmo di Nassau e la sua prima moglie, la duchessa Luisa di Sassonia-Hildburghausen.

## Matrimonio

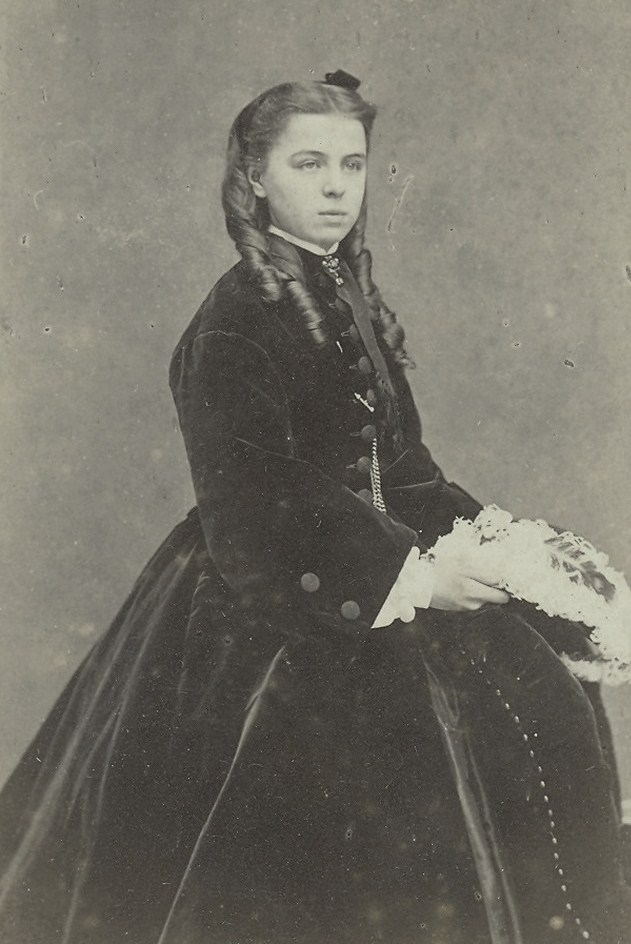
Teresa d'Oldenburg in giovinezza

Il 12 maggio del 1879, Teresa sposò il duca Georgij Maksimilianovič di Leuchtenberg (1852-1912), figlio del duca Massimiliano di Leuchtenberg e della granduchessa Marija Nikolaevna Romanova.
Dal loro matrimonio nacque un figlio:
- Aleksandr Georgievič IV duca di Leuchtenberg, nato il 13 novembre del 1881 e morto il 26 settembre del 1942.

Teresa morì il 19 aprile del 1883 a San Pietroburgo. Georgij, sei anni dopo, si risposò con la principessa Anastasia del Montenegro.

## Ascendenza
|                                  |                                       |                                                      | Genitori                                |  |  | Nonni |  |  | Bisnonni |  |  | Trisnonni                            |  |
|                                  |                                       |                                                      |                                         |  |  |       |  |  | Pietro I |  |  | Giorgio Ludovico di Holstein-Gottorp |  |
|                                  |                                       |                                                      |                                         |  |  |       |  |  | Pietro I |  |  | Giorgio Ludovico di Holstein-Gottorp |  |
|                                  |                                       | Sofia Carlotta di Schleswig-Holstein-Sonderburg-Beck |                                         |  |  |       |  |  | Pietro I |  |  |                                      |  |
| Giorgio di Holstein-Oldenburg    |                                       |                                                      |                                         |  |  |       |  |  | Pietro I |  |  |                                      |  |
|                                  |                                       | Federica Elisabetta di Württemberg                   | Federico II Eugenio                     |  |  |       |  |  |          |  |  |                                      |  |
|                                  |                                       | Federica Elisabetta di Württemberg                   | Federico II Eugenio                     |  |  |       |  |  |          |  |  |                                      |  |
|                                  |                                       | Federica Elisabetta di Württemberg                   | Federica Dorotea di Brandeburgo-Schwedt |  |  |       |  |  |          |  |  |                                      |  |
| Pietro di Oldenburg (1812-1881)  |                                       | Federica Elisabetta di Württemberg                   |                                         |  |  |       |  |  |          |  |  |                                      |  |
|                                  |                                       | Paolo I                                              | Pietro III                              |  |  |       |  |  |          |  |  |                                      |  |
|                                  |                                       | Paolo I                                              | Pietro III                              |  |  |       |  |  |          |  |  |                                      |  |
|                                  |                                       | Paolo I                                              | Caterina II                             |  |  |       |  |  |          |  |  |                                      |  |
| Ekaterina Pavlovna Romanova      |                                       | Paolo I                                              |                                         |  |  |       |  |  |          |  |  |                                      |  |
|                                  |                                       | Sofia Dorotea di Württemberg                         | Federico II Eugenio                     |  |  |       |  |  |          |  |  |                                      |  |
|                                  |                                       | Sofia Dorotea di Württemberg                         | Federico II Eugenio                     |  |  |       |  |  |          |  |  |                                      |  |
|                                  |                                       | Sofia Dorotea di Württemberg                         | Federica Dorotea di Brandeburgo-Schwedt |  |  |       |  |  |          |  |  |                                      |  |
| Teresa d'Holstein-Oldenburg      |                                       | Sofia Dorotea di Württemberg                         |                                         |  |  |       |  |  |          |  |  |                                      |  |
|                                  | Federico Guglielmo di Nassau-Weilburg | Carlo Cristiano di Nassau-Weilburg                   |                                         |  |  |       |  |  |          |  |  |                                      |  |
|                                  | Federico Guglielmo di Nassau-Weilburg | Carlo Cristiano di Nassau-Weilburg                   |                                         |  |  |       |  |  |          |  |  |                                      |  |
|                                  | Federico Guglielmo di Nassau-Weilburg | Carolina d'Orange-Nassau                             |                                         |  |  |       |  |  |          |  |  |                                      |  |
| Guglielmo di Nassau              | Federico Guglielmo di Nassau-Weilburg |                                                      |                                         |  |  |       |  |  |          |  |  |                                      |  |
|                                  |                                       | Luisa Isabella di Kirchberg                          | Guglielmo Giorgio di Kirchberg          |  |  |       |  |  |          |  |  |                                      |  |
|                                  |                                       | Luisa Isabella di Kirchberg                          | Guglielmo Giorgio di Kirchberg          |  |  |       |  |  |          |  |  |                                      |  |
|                                  |                                       | Luisa Isabella di Kirchberg                          | Isabella Augusta di Reuss-Greiz         |  |  |       |  |  |          |  |  |                                      |  |
| Teresa di Nassau-Weilburg        |                                       | Luisa Isabella di Kirchberg                          |                                         |  |  |       |  |  |          |  |  |                                      |  |
|                                  |                                       | Federico di Sassonia-Altenburg                       | Ernesto Federico III                    |  |  |       |  |  |          |  |  |                                      |  |
|                                  |                                       | Federico di Sassonia-Altenburg                       | Ernesto Federico III                    |  |  |       |  |  |          |  |  |                                      |  |
|                                  |                                       | Federico di Sassonia-Altenburg                       | Ernestina Augusta di Sassonia-Weimar    |  |  |       |  |  |          |  |  |                                      |  |
| Luisa di Sassonia-Hildburghausen |                                       | Federico di Sassonia-Altenburg                       |                                         |  |  |       |  |  |          |  |  |                                      |  |
|                                  |                                       | Carlotta di Meclemburgo-Strelitz (1769-1818)         | Carlo II                                |  |  |       |  |  |          |  |  |                                      |  |
|                                  |                                       | Carlotta di Meclemburgo-Strelitz (1769-1818)         | Carlo II                                |  |  |       |  |  |          |  |  |                                      |  |
|                                  |                                       | Carlotta di Meclemburgo-Strelitz (1769-1818)         | Federica d'Assia-Darmstadt              |  |  |       |  |  |          |  |  |                                      |  |
|                                  |                                       | Carlotta di Meclemburgo-Strelitz (1769-1818)         |                                         |  |  |       |  |  |          |  |  |                                      |  |